# Morten Bødskov
Morten Bødskov (født 1. maj 1970 i Karup) er en dansk socialdemokratisk politiker. Siden december 2022 har han været erhvervsminister i Regeringen Mette Frederiksen II. Han har tidligere været justitsminister i Regeringen Helle Thorning-Schmidt I fra 2011 til 2013 samt skatteminister 2019-2022 og siden forsvarsminister februar-december 2022 i  Regeringen Mette Frederiksen I. Han har været medlem af Folketinget siden folketingsvalget 2001.

## Baggrund
Morten Bødskov er søn af lærer Per Bødskov og plejehjemsassistent Hanne Bødskov. Han blev student fra Viborg Amtsgymnasium i 1990 og er bachelor i samfundsfag fra Aalborg Universitet i 1994. Fra 2000 til 2001 arbejdede han som studentermedhjælper i Socialdemokratiets Ledelsessekretariat og havde i 2001 desuden job som konsulent hos TVropa Communication.
Bødskov har siden 2005 været gift med Anna Elisabeth Bødskov, der er cand.mag. i fransk. Hun arbejder i FN.

## Politisk karriere
Som 15-årig meldte Morten Bødskov sig ind i det socialdemokratiske ungdomsparti, DSU, og her fik han hurtigt en lang række tillidshverv. I 1996 overtog han posten som forbundsformand for DSU efter Henrik Sass Larsen. I 2001 blev han valgt ind i Folketinget; to år senere blev han udnævnt til retsordfører, og i 2005 udpegede Helle Thorning-Schmidt ham som næstformand i folketingsgruppen.
Morten Bødskov var international sekretær i Danmarks Socialdemokratiske Ungdom fra 1994 til 1996. Han overtog i 1996 posten som forbundsformand efter Henrik Sass Larsen og holdt denne formandspost indtil 2000. I 1999 opstillede han som folketingskandidat for Socialdemokraterne i Rødovrekredsen og blev ved folketingsvalget 20. november 2001 valgt ind.
I 2003 blev han retsordfører for partiet. Ved folketingsvalget 8. februar 2005 blev han genvalgt med 4.631 personlige stemmer og blev samme år formand for Folketingets kontroludvalget vedrørende Politiets og Forsvarets Efterretningstjenester.
Ved folketingsvalget 13. november 2007 fik han 5.089 personlige stemmer og blev finansordfører og ved folketingsvalget i 2011 fik han 4.506 personlige stemmer.
Efter Folketingsvalget 2011 hvor Helle Thorning-Schmidt dannede regering tiltrådte Bødskov 3. oktober 2011 som justitsminister. Han meddelte 10. december 2013 at han gik af som justitsminister efter et mistillidsvotum i Folketinget som følge af at han havde fejlinformeret Folketingets Retsudvalg.

### Indsats som justitsminister
Som justitsminister stod Bødskov blandt andet i spidsen for stramninger og nye restriktive regler vedrørende luftgeværer, en øget fokus på bande- og rockerrelateret kriminalitet, en flerårsaftale for Kriminalforsorgens økonomi samt etablering af 200 nye fængselspladser og den stærkt omdiskuterede ændring af offentlighedsloven.
Morten Bødskov fremsatte i april 2012 en lov, der gør luftgevær med en kaliber over 4,5 millimeter ulovlige. Han udtalte: "Det er alt for farligt, at de nye – og meget kraftige – luftvåben kan florere i samfundet, uden at politiet har hånd i hanke med, hvem der bærer dem, og hvor mange der er i omløb. Derfor er det vigtigt, at politiet nu får kontrol med de kraftige luftvåben." Loven trådte i kraft den 1. juni 2012.
Morten Bødskov udtalte, at han ønskede mere fokus på rocker- og banderelateret kriminalitet – blandt andet med følgende fokuspunkter:
- Nedsættelse af en Task force Vest med hovedsæde i Horsens, der kommer til at operere der og i Esbjerg.
- Mere fokus på rocker- og bandernes rekrutteringsområder – primært i sociale boligbyggerier.
- Mere fokus på såkaldte "Exitprogrammer", der skal gøre det nemmere for folk at komme ud af miljøet og kriminaliteten igen.
- Bedre og mere fokus på håndtering af rockere- og bandemedlemmer i fængsler samt at adskille forskellige grupperingere og bander i landets fængsler og arresthuse.[7][8]

Den 7. november 2012 blev regeringen sammen med Enhedslisten, Liberal Alliance og Konservative Folkeparti enige i en ny fireårig aftale for 1,75 milliarder kroner for Kriminalforsorgen - der blandt andet betød oprettelsen af 200 nye fængselspladser, flest mulige udlændinge i danske fængsler skal hjem til afsoning, en skærpet kurs over for rockere og bandemedlemmer i Kriminalforsorgens institutioner og at få tidligere dømte ud af kriminalitet. Morten Bødskov udtalte:
| Citat | Aftalen bygger på en god balance mellem hårde og bløde tiltag. Vi skal føre en hård kurs mod de hårdkogte kriminelle, og samtidig skal vi tilbyde en hjælpende hånd til dem, der gerne vil ud af kriminalitet. | Citat |
|       | |       |

Den 22. november 2012 skrev Morten Bødskov et debatindlæg i Politiken, hvori han afviste at legalisere hash, med henvisning til at stoffet er sundhedsskadeligt. Desuden mente han ikke, at det var tilstrækkeligt dokumenteret, at legaliseringen ville mindske f.eks. bandekriminalitet.

### Offentlighedsloven
Den 7. februar 2013 fremsatte Morten Bødskov forslag om ændring af Offentlighedsloven. Efter en intens mediedækning blev forslaget vedtaget den 4. juni 2013 med stemmer fra regeringen, Venstre og Konservative. Loven kom på baggrund af Offentlighedskommissionens arbejde. Denne kommissionen var nedsat allerede i maj 2002 under Anders Fogh Rasmussens regering, og det var således ikke Bødskov der havde taget det oprindelige initiativ til ændringen.
Kommissionens lovudkast blev også modtaget af Bødskovs forgænger Brian Mikkelsen i november 2009, og allerede da begyndte journalisternes kritik af den foreslåede lov.
Særligt blev punktet af begrænsning af aktindsigt i forbindelse med ministerbetjening udsat for kritik. Da justitsminister Lars Barfoed fremsatte lovforslaget om en ny offentlighedslov i 2011 faldt det, da partierne uden for regeringen - også Bødskovs - afviste lovforslaget.
Men efter at Bødskov kom til magten, ændrede hans parti standpunkt, og i efteråret 2012 indgik Bødskov i hemmelighed en bred aftale med Venstre og De Konservative. Bødskovs lovforslag indeholdt, hvad der blev betegnet kosmetiske ændringer i forhold til det oprindelige VK-forslag. Efter mere debat imødegik Bødskov kritikken med en tillægsaftale i slutningen af april 2013, der betød at Ombudsmanden skulle evaluere to omstridte paragraffer i 2017,
— en ændring der af partier uden for forligskredsen blev kaldt en skinmanøvre. Ironisk blev adskillige af de ministerielle dokumenter i forbindelse med lovaftalen anset for hemmelige af Bødskovs ministerium, så de var undtaget fra aktindsigt.

### Afgang som justitsminister
Bødskov støttede i 2013 chefen for Politiets Efterretningstjeneste, Jakob Scharf, men kom selv i modvind pga. fortielser for Folketingets retsudvalg. Dette betød, at Enhedslisten den 10. december 2013 ikke længere havde tillid til Bødskov som justitsminister, og han valgte derefter at gå af.